# Connie Gilchrist
Rose Constance „Connie“ Gilchrist (* 17. Juli 1895 in Brooklyn, New York; † 3. März 1985 in Santa Fe, New Mexico) war eine US-amerikanische Schauspielerin.

## Leben
Rose Constance Gilchrist wurde als Tochter der Schauspielerin Martha Daniels geboren. Mit Anfang zwanzig debütierte sie in London am Theater. Anschließend spielte sie mehrere Jahre Theater in den Vereinigten Staaten. Ab Mitte der 1930er Jahre spielte sie am Broadway. 1939 unterschrieb sie einen Filmvertrag bei Metro-Goldwyn-Mayer, welcher über zehn Jahre lief. In dieser Zeit drehte sie Filme wie Der letzte Bandit, Musik für Millionen, Akt der Gewalt und Kleine tapfere Jo. In Bühne frei für Lily Mars singt sie ein Duett mit Judy Garland. Häufig verkörperte Gilchrist in Nebenrollen bodenständig wirkende Frauenfiguren wie Mütter, Hausfrauen oder Haushälterinnen, die nicht selten unter prekären Verhältnissen lebten.
Auch nach dem Ende ihres Vertrages mit MGM sollte Gilchrist eine vielbeschäftigte Schauspielerin bleiben. Sie spielte unter anderem im Western Über den Todespaß neben James Stewart und in dem starbesetzten Melodram Verdammt sind sie alle von Vincente Minnelli. 1958 war sie in der Rolle einer Gouvernante in der Komödie Die tolle Tante neben Rosalind Russell zu sehen. Gilchrist wirkte als Gastdarstellerin an vielen Fernsehserien mit und hatte auch eine seltene Hauptrolle in der Piratenserie The Adventures of Long John Silver mit Robert Newton. Zuletzt stand Gilchrist im Jahr 1969 für die Komödie Ein Trottel kommt selten allein mit Dick Van Dyke vor der Kamera.
Gilchrist heiratete 1922 Edward O’Hanlon, mit dem sie ein gemeinsames Kind hatte und bis zu seinem Tod im Dezember 1983 verheiratet blieb. Sie starb mit 89 Jahren und wurde in Santa Fe beigesetzt.

## Filmografie (Auswahl)
- 1941: Der letzte Bandit (Billy the Kid)
- 1941: Der Tote lebt (Johnny Eager)
- 1941: Die Frau mit der Narbe (A Woman’s Face)
- 1941: Dr. Kildare: Der Hochzeitstag (Dr. Kildare’s Wedding Day)
- 1942: The War Against Mrs. Hadley
- 1942: We Were Dancing
- 1943: Bühne frei für Lily Mars (Presenting Lily Mars)
- 1944: Laurel und Hardy – Die Leibköche seiner Majestät (Nothing But Trouble)
- 1944: Das siebte Kreuz (The Seventh Cross)
- 1944: Musik für Millionen (Music For Millions)
- 1945: Der dünne Mann kehrt heim (The Thin Man Goes Home)
- 1945: Verliebte Jugend (Junior Miss)
- 1946: Eine Falle für den Banditen (Bad Bascomb)
- 1947: Das Lied vom dünnen Mann (Song of the Thin Mann)
- 1947: Der Windhund und die Lady (The Hucksters)
- 1947: Tanz ohne Ende (The Unfinished Dance)
- 1947: Good News
- 1948: Akt der Gewalt (Act of Violence)
- 1948: Liebe an Bord (Luxury Liner)
- 1949: Die Geschichte der Molly X (The Story of Molly X)
- 1949: Ein Brief an drei Frauen (A Letter to Three Wives)
- 1950: A Ticket to Tomahawk
- 1950: Alter schützt vor Liebe nicht (Louisa)
- 1950: Die Piratenbraut (Buccaneer’s Girl)
- 1950: Fahrkarte nach Tomahawk (A Ticket to Tomahawk)
- 1950: Stars in My Crown
- 1950: Geheimpolizist Christine Miller (Undercover Girl)
- 1950: Tripolis (Tripoli)
- 1950: Verliebt, verlobt, verheiratet (Peggy)
- 1951: Hochzeitsparade (Here Comes the Groom)
- 1951: Schwester Maria Bonaventura (Thunder on the Hill)
- 1952: An der Spitze der Apachen (The Half-Breed)
- 1952: Sein großer Kampf (Flesh and Fury)
- 1953: Houdini, der König des Varieté (Houdini)
- 1954: Der Schatz der Korsaren (Long John Silver)
- 1954: Die Banditeninsel von Karabei (Return to Treasure Island)
- 1954: Die unglaubliche Geschichte der Gladys Glover (It Should Happen to You)
- 1954: Über den Todespaß (The Far Country)
- 1956: Der Mann im grauen Flanell (The Man in the Gray Flannel Suit)
- 1958: Die tolle Tante (Auntie Mame)
- 1958: Verdammt sind sie alle (Some Came Running)
- 1959: Engel auf heißem Pflaster (Say One for Me)
- 1962: Männer, die das Leben lieben (The Interns)
- 1964: Der Tiger ist los (A Tiger Walks)
- 1964: Die übersinnlichen Abenteuer des Merlin Jones (The Misadventures of Merlin Jones), Merlin Jones – Der Mann, der zuviel wußte
- 1964: Madame P. und ihre Mädchen (A House Is Not a Home)
- 1965: Cowboy-Melodie (Tickle Me)
- 1965: Das Vorleben der Sylvia West (Sylvia)
- 1965: Eine Uni voller Affen (The Monkey’s Uncle)
- 1969: Ein Trottel kommt selten allein (Some Kind of a Nut)

### Serie
- 1955–1957: The Adventures of Long John Silver (26 Folgen)
- 1963: Alfred Hitchcock zeigt (The Alfred Hitchcock Hour, zwei Folgen)
- 1964–1966: Perry Mason (zwei Folgen)
- 1965–1968: FBI (The F.B.I., drei Folgen)
- 1965: Daniel Boone (zwei Folgen)